# Al-Amin
Al-Amīn in arabo ﺍلاﻣﻴﻦ‎? (aprile 787 – tra il 2 e il 30 settembre 813) è stato il sesto califfo abbaside.
La figura di Muḥammad al-Amīn, sesto califfo abbaside, non ha certamente goduto di grande favore nell'ambito della storiografia islamica, sebbene sia difficile distinguere, nell'opera degli storici, le valutazioni oggettive dalla naturale accondiscendenza verso il vincitore (in questo caso il fratello al-Maʾmūn) dai suoi effettivi limiti.

## Biografia
Al-Amīn nacque da Hārūn al-Rashīd e da Zubaidah bint Ja'far, discendente del secondo califfo della stessa dinastia abbaside, potendo quindi vantare, unico fra i califfi abbasidi, discendenza hascemita da parte tanto paterna quanto materna. Tale prerogativa gli sarebbe comunque valsa la designazione a successore del padre anche se (come dicono certe fonti, forse non disinteressate) il fratello al-Maʾmūn era nato circa sei mesi prima di lui, ma partorito da una schiava persiana, di nome Marājil.
La contrapposizione etnica è uno dei topoi della storiografia islamica, influenzata anch'essa dal fenomeno della cosiddetta Shuʿūbiyya, che volle considerare i due fratelli come i campioni, rispettivamente, dell'arabismo e dell'iranismo.

Hārūn al-Rashīd allevò comunque i due figli nello stesso identico modo, fornendo loro i migliori istitutori dell'epoca, tanto che appartiene al mondo della fantasia faziosa della Shuʿūbiyya il voler considerare un giovane colto e giudizioso al-Maʾmūn e un rozzo e gaudente giovinastro al-Amin.

## Gli Atti di Mecca
Per evitare futuri dissensi (che puntualmente si verificarono), il padre dispose con i cosiddetti "Atti di Mecca" che, alla sua morte, ad al-Maʾmūn andasse in esclusivo governo la ricca provincia del Khorasan e ad al-Amin il resto del Califfato, imponendo ai due speciali consiglieri dei figli - al-Faḍl b. Rabīʿ, per al-Amīn, e al-Faḍl b. Sahl per al-Maʾmūn - la leale osservanza delle sue volontà. Hārūn ordinò anche che, in caso di morte di al-Amīn, il Califfato andasse ad al-Maʾmūn.
La cronaca di al-Ṭabarī, che si concentra più sulle guerre che sulla figura del califfo in sé, ci dà tuttavia un altro indizio dell'attivo ruolo svolto dai due visir nel far divampare la guerra civile.
Alla morte del padre, avvenuta a Tūṣ, pare infatti che al-Amīn, non appena diventato califfo, avesse incaricato al-Fadl b. Rabīʿ di provvedere a che le casse degli stipendi militari che Hārūn aveva portato con sé per reprimere una rivolta in Transoxiana tornassero a Baghdad al fine di elargire generosi donativi alle truppe, con il desiderio d'ingraziarsele.
Una volta eseguito l'ordine, lo stesso al-Faḍl ricevette da al-Maʾmūn l'ordine di consegnargli l'eredità personale del califfo defunto, cosa che ovviamente non fu in grado di fare. Da questo momento in poi, suggerisce Tabari, al-Faḍl brigò perché al-Maʾmūn venisse spogliato del diritto alla successione, per il timore di possibili ritorsioni dopo la sua ascesa al trono.
Secondo Tabari al-Amīn non avrebbe concepito autonomamente la decisione di destituire il fratello, ma si sarebbe lasciato circuire dal proprio scaltro vizir. Si tratta di una lettura dei fatti opinabile, visto che lo stesso storico riporta, più avanti, notizie sui dissensi di natura politico-amministrativa intercorsi fra i due fratelli. Altri testi, ad esempio quello di Kennedy, ci descrivono anche al-Maʾmūn come un giovane principe indeciso sul da farsi e dotato di scarse forze, fino all'intrigante intervento del suo visir al-Faḍl b. Sahl, che gli fece stringere un “patto di ferro” con i notabili persiani.
Al-Amīn, inizialmente, senza violare gli "Atti di Mecca", richiamò a Baghdad dal fronte con l'Impero bizantino un altro loro fratello, al-Qāsim, e fece inserire il nome del figlio Musa (cui diede il laqab di al-Nātiq bi-l-Haqq) dopo quello dei fratelli durante la preghiera del venerdì. Successivamente egli decise di richiamare le truppe stanziate in Transoxiana, la cui guida era stata garantita da al-Maʾmūn, per esplicita volontà paterna (ma solo fintanto che Hārūn fosse stato in vita, o in caso di impedimento dello stesso padre califfo). Si profilava così una politica volta ad indebolire la posizione dell'erede, ma condotta senza violare gli "Atti di Mecca".
Al-Amīn, infatti, in un'ulteriore missiva ordinò al fratello di rinunciare al governo di Rayy, Qūmis e del Tabaristan, dal momento che i proventi fiscali di quelle regioni erano troppo esigui per mantenere le truppe di stanza in Khorasan ma necessari ad approvvigionare quelle di Baghdad.
Il Califfo, per finire, rendeva nota la sua intenzione di inviare a Marw un funzionario del servizio postale (che fungeva anche da servizio di intelligence), per essere informato quotidianamente della situazione nella regione. Sebbene in queste direttive fosse evidente l'ostilità nei confronti di al-Maʾmūn, non vi è dubbio che al-Amīn stesse qui esercitando un suo legittimo diritto califfale. Alle sue richieste, tuttavia, il fratello rispose con un rifiuto. Ṭabarī omette di ricordare le provocatorie contromisure adottate da al-Maʾmūn, che chiuse la frontiera con il Khorasan, omise il nome del Califfo dalle monete e dai prodotti del tiraz e assunse il laqab di al-Imām al-Hudà (la Retta Guida), riportando solo la violazione degli "Atti di Mecca" da parte di al-Amīn, che dichiarò immediatamente decaduto il fratello dal governo del Khorasan, anteponendogli il suo stesso figlio Mūsà come successore al trono.

## La guerra civile con il fratello
La parte successiva della narrazione di Ṭabarī è per lo più dedicata alle vicende della guerra civile, visto che nei suoi quattro anni di califfato (l'ultimo vissuto in stato di assedio) al-Amīn non ebbe modo di intraprendere alcuna misura di carattere politico o amministrativo.
Fu proprio il Califfo ad attaccare per primo, inviando nel Khurasan ʿAlī b. ʿĪsà b. Mahan alla testa di 50.000 uomini, cui al-Maʾmūn non fu in grado di opporne più di 20–25.000 soldati, sotto la guida del persiano Tahir b. al-Husayn. Malgrado la sproporzione numerica, l'armata di Tāhir uscì vittoriosa a Rayy, mentre lo stesso ʿAlī b. ʿĪsà figurò fra i caduti. Da questo momento in poi al-Maʾmūn assunse, nei territori a lui sottomessi, il titolo di Amir al-Mu'minin, “Comandante dei Credenti”.
Le vicende della guerra si risolsero ben presto a favore di al-Maʾmūn: un secondo esercito di 20.000 uomini, agli ordini di ʿAbd al-Rahmān b. Jabala al-Abnawī, fu infatti sconfitto fra Rayy e Hamadhān. Divenne a questo punto difficile mettere insieme un altro esercito da contrapporre a quello di Tāhir, che si apprestava a ricevere l'aiuto di Harthama, in arrivo alla testa di un altro esercito. In questo contesto, già di per sé drammatico, vi fu posto anche per l'ambiguo comportamento di al-Husayn b. ʿAlī, che secondo Tabari, causò (o vi ebbe una qualche parte) la defezione degli Arabi siriani intervenuti a soccorso del Califfo, dopo un violento scontro fratricida con le truppe arabe provenienti da Baghdad. Lo stesso al-Husayn, convocato a palazzo per rispondere del suo operato, vi si presentò, temendo per la propria vita, al comando di 50.000 uomini, dichiarando decaduto il Califfo e riconoscendo al-Maʾmūn come legittimo Amīr al-Muʾminīn. Al-Amīn riuscì a recuperare il potere ma, con Harthama e Tāhir alle porte di Baghdad, a difendere la città non rimase che la resistenza popolare.

## Il sostegno popolare
Le vicende di quest'ultimo periodo di assedio, che durò all'incirca un anno, sono alquanto confuse e si prestano a diverse interpretazioni. Le cronache ci parlano di una resistenza portata avanti da ʿayyarūn (vagabondi) e dovuta più alle possibilità di saccheggio e ai donativi califfali che ad un reale attaccamento verso al-Amin, ma bisogna ricordare che il popolo fronteggiò per dodici durissimi mesi di assedio e di privazioni le armate di Tahir e di Harthama, infliggendo loro anche qualche sconfitta e non limitandosi assolutamente allo sciacallaggio e al saccheggio. È in ogni caso evidente come tale resistenza fosse destinata a soccombere di fronte alla superiore potenza del nemico.

## L'epilogo
Al principio dell'anno 198 dell'Egira, dunque, al-Amīn, rendendosi conto della situazione disperata in cui versava la popolazione di Baghdad, trattò con Harthama la resa, negoziando un incontro e chiedendo di essere inviato dal fratello in Khurasan (da cui al-Maʾmūn non si era mosso, preferendo restare a Marw). Ṭāhir tuttavia, venuto a sapere dell'accordo, mandò un suo contingente per catturare il Califfo ed evitare che, dopo le asprezze della guerra da lui combattuta, il merito andasse ad Harthama, intervenuto solo all'ultimo momento. Al-Amīn fu catturato e decapitato da uno schiavo di nome Quraysh, sempre per ordine di Ṭāhir, che ne fece esporre la testa davanti alle porte della città, per indicare agli abitanti che il loro Califfo era stato ucciso. Ebbe così termine la disperata resistenza di Baghdad, che poté ritornare lentamente e con grandi difficoltà alla sua vita abituale, malgrado gli enormi danneggiamenti subiti nel corso del lungo assedio che rimasero per lunghi secoli sotto gli occhi dei cittadini.